# Rudawka (powiat sokólski)
Rudawka – wieś w Polsce położona w województwie podlaskim, w powiecie sokólskim, w gminie Janów.
| SIMC    | Nazwa      | Rodzaj    |
| ------- | ---------- | --------- |
| 0030580 | Podrudawka | część wsi |

W latach 1975–1998 miejscowość należała administracyjnie do województwa białostockiego.
Wierni kościoła rzymskokatolickiego należą do parafii św. Jerzego w Janowie.